# Liste der Baudenkmäler in Obermaiselstein

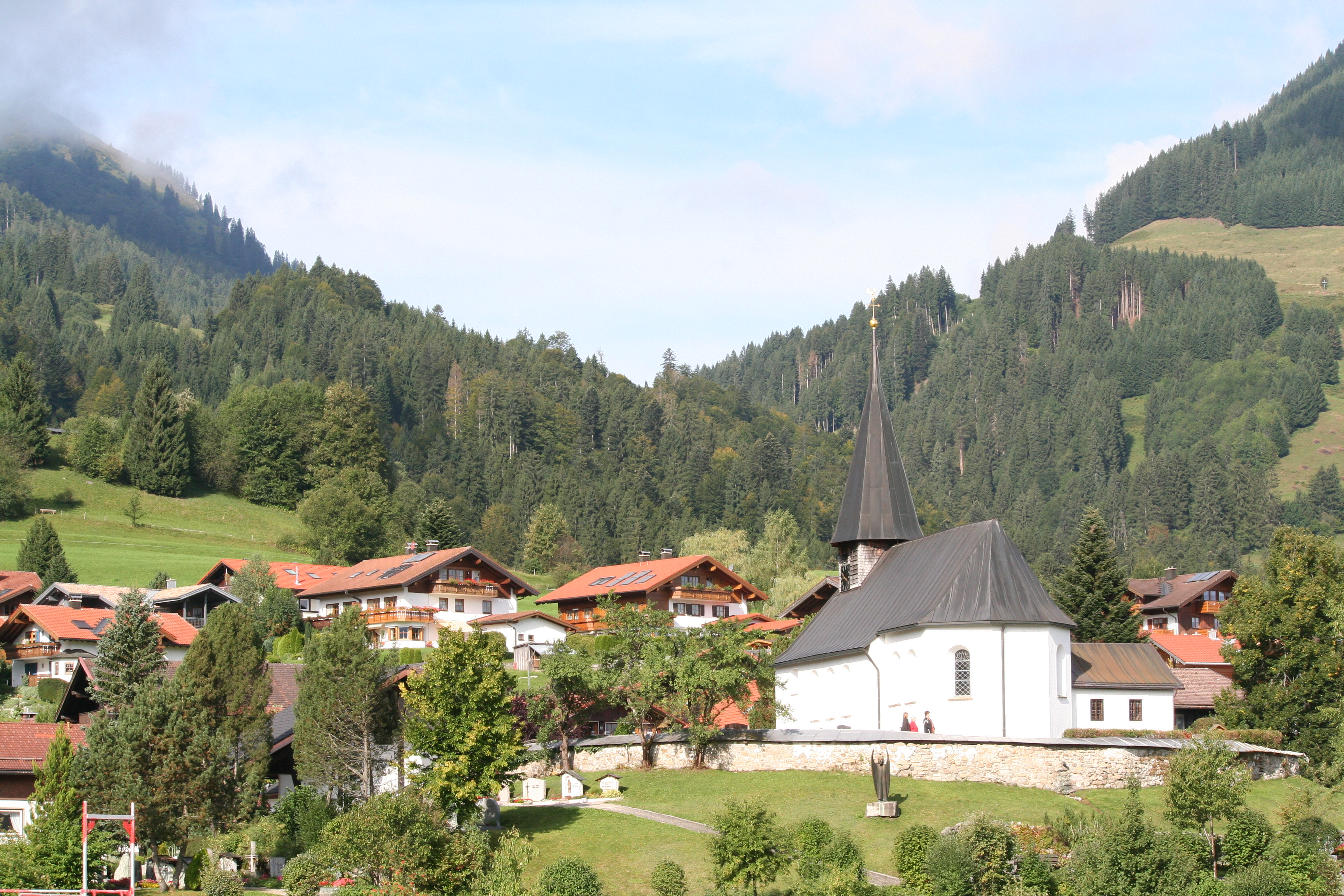
Obermaiselstein

Auf dieser Seite sind die Baudenkmäler in der schwäbischen Gemeinde Obermaiselstein zusammengestellt. Diese Tabelle ist eine Teilliste der Liste der Baudenkmäler in Bayern. Grundlage ist die Bayerische Denkmalliste, die auf Basis des Bayerischen Denkmalschutzgesetzes vom 1. Oktober 1973 erstmals erstellt wurde und seither durch das Bayerische Landesamt für Denkmalpflege geführt wird. Die folgenden Angaben ersetzen nicht die rechtsverbindliche Auskunft der Denkmalschutzbehörde.

## Baudenkmäler nach Ortsteilen

### Obermaiselstein
| Lage                     | Objekt                                          | Beschreibung | Akten-Nr.     | Bild                               |
| ------------------------ | ----------------------------------------------- | --- | ------------- | ---------------------------------- |
| Am Scheid 7 (Standort)   | Ehemaliges Bauernhaus und Schmiede              | verschindelter, zweigeschossiger Satteldachbau, im Kern 18. Jahrhundert, im 19. Jahrhundert verändert.                                                                                       | D-7-80-131-21 | Ehemaliges Bauernhaus und Schmiede |
| Kirchgasse 5 (Standort)  | Ehemaliges Kleinbauernhaus                      | zweigeschossiger verschindelter Blockbau mit flachem Satteldach, Mittertenne und Längsschopf, 18. Jahrhundert                                                                                | D-7-80-131-4  | Ehemaliges Kleinbauernhaus         |
| Kirchgasse 12 (Standort) | Ehemalige Katholische Pfarrkirche St. Katharina | Saalbau mit eingezogenem Chor und Dachreiter mit Spitzhelm, 2. Hälfte 15. Jahrhundert, Sakristeianbau 18. Jahrhundert; mit Ausstattung; Friedhofsmauer, Rollsteinmauer, wohl 15. Jahrhundert | D-7-80-131-5  | weitere Bilder                     |

### Kelleralpe
| Lage                                                   | Objekt                                        | Beschreibung                                      | Akten-Nr.    | Bild                                          |
| ------------------------------------------------------ | --------------------------------------------- | ------------------------------------------------- | ------------ | --------------------------------------------- |
| Simonsalpe (etwa 500 m südlich des Beseler) (Standort) | Ehemalige Simons Alpe, sogenannte Keller Alpe | erdgeschossiger Blockbau mit Satteldach, um 1880. | D-7-80-131-8 | Ehemalige Simons Alpe, sogenannte Keller Alpe |

### Kindsbangetalpe
| Lage                                                       | Objekt           | Beschreibung                                                                                       | Akten-Nr.     | Bild             |
| ---------------------------------------------------------- | ---------------- | -------------------------------------------------------------------------------------------------- | ------------- | ---------------- |
| Kindsbanget Alpe (1200 m nördlich von Rohrmoos) (Standort) | Kindsbanget Alpe | erdgeschossiger, teilweise verputzter und verschindelter Blockbau mit Satteldach, bezeichnet 1857. | D-7-80-131-11 | Kindsbanget Alpe |

### Lochbachalpe
| Lage                                                   | Objekt              | Beschreibung                                                                                       | Akten-Nr.     | Bild                |
| ------------------------------------------------------ | ------------------- | -------------------------------------------------------------------------------------------------- | ------------- | ------------------- |
| Lochbach Alpe (östlich des Geißwiedenkopfs) (Standort) | Obere Lochbach Alpe | langgestreckter, erdgeschossiger Steinbau mit flachem Satteldach und verschalten Giebeln, um 1860. | D-7-80-131-20 | Obere Lochbach Alpe |

### Niederdorf
| Lage                    | Objekt     | Beschreibung | Akten-Nr.     | Bild       |
| ----------------------- | ---------- | --- | ------------- | ---------- |
| Niederdorf 4 (Standort) | Bauernhaus | verputzter, zweigeschossiger Blockbau mit flachem Satteldach, Mittertenne und Klebdach, rückwärtiger Wirtschaftsteil erneuert, früher bezeichnet mit "1647". | D-7-80-131-14 | Bauernhaus |

### Oberdorf
| Lage                                                             | Objekt                                                  | Beschreibung                                                                                       | Akten-Nr.     | Bild |
| ---------------------------------------------------------------- | ------------------------------------------------------- | -------------------------------------------------------------------------------------------------- | ------------- | --- |
| In Oberdorf (Standort)                                           | Katholische Kapelle St. Sebastian, Rochus und Sylvester | Saalbau mit dreiseitigem Schluss und Dachreiter, 1636, Sakristei 18. Jahrhundert; mit Ausstattung. | D-7-80-131-15 | weitere Bilder |
| Flur Oberdorf (am Weg nach Maderhalm, am Ortsausgang) (Standort) | Bildstock                                               | mit Rundbogennische, 19. Jahrhundert                                                               | D-7-80-131-16 | [[Vorlage:Bilderwunsch/code!/C:47.44888,10.25204!/D:Flur Oberdorf (am Weg nach Maderhalm, am Ortsausgang), Bildstock!/\|BW]] |

### Obere Gundalpe
| Lage                                                             | Objekt          | Beschreibung | Akten-Nr.    | Bild            |
| ---------------------------------------------------------------- | --------------- | --- | ------------ | --------------- |
| Gundalpe (500 m östlich des Beseler, ca. 1490 m Höhe) (Standort) | Obere Gund Alpe | erdgeschossiger, verschindelter Blockbau mit flachem Satteldach über gemauertem Sockel, im Kern um 1800, um 1900 verändert. | D-7-80-131-6 | Obere Gund Alpe |

### Ried
| Lage                                                 | Objekt                    | Beschreibung | Akten-Nr.     | Bild |
| ---------------------------------------------------- | ------------------------- | --- | ------------- | --- |
| Ried 5 (Standort)                                    | Bauernhaus                | zweigeschossiger offener Blockbau mit flachem Satteldach auf hohem Bruchstein-Untergeschoss, 1567 (dendrochronologisch datiert). | D-7-80-131-18 | Bauernhaus |
| In Ried (Standort)                                   | Katholische Marienkapelle | Rechteckbau mit Satteldach und Dachreiter, um 1690; mit Ausstattung.                                                             | D-7-80-131-17 | Katholische Marienkapelle                                                                                        |
| Auf dem dicken Bichel (südlich des Ortes) (Standort) | Bildstock                 | Pfeiler mit Rundbogennische, bezeichnet 1826, renoviert 1952; mit Ausstattung.                                                   | D-7-80-131-19 | [[Vorlage:Bilderwunsch/code!/C:47.43506,10.24261!/D:Auf dem dicken Bichel (südlich des Ortes), Bildstock!/\|BW]] |

### Schwabenalpe
| Lage                                                                 | Objekt        | Beschreibung                                                                                  | Akten-Nr.     | Bild          |
| -------------------------------------------------------------------- | ------------- | --------------------------------------------------------------------------------------------- | ------------- | ------------- |
| Schwabenalpe (2500 m südöstlich des Beseler, 1240 m Höhe) (Standort) | Schwaben Alpe | erdgeschossiger, verschindelter Blockbau mit Satteldach, bezeichnet 1860, Stallteil erneuert. | D-7-80-131-13 | Schwaben Alpe |

### Toniskopfalpe
| Lage                                                | Objekt         | Beschreibung                                                                                               | Akten-Nr.     | Bild           |
| --------------------------------------------------- | -------------- | --- | ------------- | -------------- |
| Toniskopf (1000 m nördlich von Rohrmoos) (Standort) | Toniskopf Alpe | erdgeschossiger, verschindelter Blockbau mit Satteldach über gemauertem Sockel, 2. Hälfte 19. Jahrhundert. | D-7-80-131-10 | Toniskopf Alpe |